# Campionati italiani primaverili di nuoto 2001
I 48. Campionati italiani primaverili di nuoto si sono svolti a Livorno, alla piscina "Simeone Camalich" tra l'8 aprile e il 13 aprile 2001. Per la prima volta è assegnato il titolo dei 1500 m stile libero femminile.

## Podi

### Uomini
| Evento               | Oro                                                                                             | Tempo        | Argento | Tempo | Bronzo | Tempo |
| Stile libero         |                                                                                                 |              |         |       |        |       |
| 50 m                 | Lorenzo Vismara                                                                                 | 22"32        |         | -     |        | -     |
| 100 m                | Lorenzo Vismara                                                                                 | 49"24        |         | -     |        | -     |
| 200 m                | Massimiliano Rosolino                                                                           | 1'47"63      |         | -     |        | -     |
| 400 m                | Massimiliano Rosolino                                                                           | 3'47"21      |         | -     |        | -     |
| 800 m                | Andrea Righi                                                                                    | 7'57"02 - RI |         | -     |        | -     |
| 1500 m               | Andrea Righi                                                                                    | 15'07"93     |         | -     |        | -     |
| Dorso                |                                                                                                 |              |         |       |        |       |
| 50 m                 | Emanuele Merisi                                                                                 | 26"81        |         | -     |        | -     |
| 100 m                | Emanuele Merisi                                                                                 | 56"71        |         | -     |        | -     |
| 200 m                | Emanuele Merisi                                                                                 | 2'00"32      |         | -     |        | -     |
| Rana                 |                                                                                                 |              |         |       |        |       |
| 50 m                 | Domenico Fioravanti                                                                             | 28"55        |         | -     |        | -     |
| 100 m                | Domenico Fioravanti                                                                             | 1'01"63      |         | -     |        | -     |
| 200 m                | Domenico Fioravanti                                                                             | 2'14"74      |         | -     |        | -     |
| Farfalla             |                                                                                                 |              |         |       |        |       |
| 50 m                 | Antonio Lucia                                                                                   | 24"82        |         | -     |        | -     |
| 100 m                | Christian Galenda                                                                               | 53"99        |         | -     |        | -     |
| 200 m                | Massimiliano Eroli                                                                              | 1'59"50      |         | -     |        | -     |
| Misti                |                                                                                                 |              |         |       |        |       |
| 200 m                | Massimiliano Rosolino                                                                           | 2'01"31      |         | -     |        | -     |
| 400 m                | Alessio Boggiatto                                                                               | 4'15"11      |         | -     |        | -     |
| Staffette            |                                                                                                 |              |         |       |        |       |
| 4x100 m stile libero | Gruppo Nuoto Fiamme Gialle Lorenzo Vismara René Gusperti Klaus Lanzarini Domenico Fioravanti    | 3'25"80      | -       | -     | -      | -     |
| 4x200 m stile libero | Rari Nantes Torino Federico Cappellazzo Andrea Beccari Marco Bellino Pietro Deriu               | 7'28"47      | -       | -     | -      | -     |
| 4x100 m mista        | Gruppo Nuoto Fiamme Gialle Giuliano D'Arienzo Domenico Fioravanti Andrea Oriana Lorenzo Vismara | 3'45"27      | -       | -     | -      | -     |

### Donne
| Evento               | Oro                                                                  | Tempo      | Argento | Tempo | Bronzo | Tempo |
| Stile libero         |                                                                      |            |         |       |        |       |
| 50 m                 | Cecilia Vianini                                                      | 25"84      |         | -     |        | -     |
| 100 m                | Cecilia Vianini                                                      | 56"26      |         | -     |        | -     |
| 200 m                | Sara Parise                                                          | 2'03"85    |         | -     |        | -     |
| 400 m                | Sara Goffi                                                           | 4'15"65    |         | -     |        | -     |
| 800 m                | Fabiana Susini                                                       | 8'47"07    |         | -     |        | -     |
| 1500 m               | Simona Ricciardi                                                     | 16'42"07   |         | -     |        | -     |
| Dorso                |                                                                      |            |         |       |        |       |
| 50 m                 | Alessandra Cappa                                                     | 29"86      |         | -     |        | -     |
| 100 m                | Alessandra Cappa                                                     | 1'03"82    |         | -     |        | -     |
| 200 m                | Roberta Ioppi                                                        | 2'15"56    |         | -     |        | -     |
| Rana                 |                                                                      |            |         |       |        |       |
| 50 m                 | Roberta Crescentini                                                  | 32"23 - RI |         | -     |        | -     |
| 100 m                | Roberta Crescentini                                                  | 1'10"09    |         | -     |        | -     |
| 200 m                | Federica Biscia                                                      | 2'33"11    |         | -     |        | -     |
| Farfalla             |                                                                      |            |         |       |        |       |
| 50 m                 | Cristina Maccagnola                                                  | 27"58 - RI |         | -     |        | -     |
| 100 m                | Sara Parise                                                          | 1'00"75    |         | -     |        | -     |
| 200 m                | Paola Cavallino                                                      | 2'14"64    |         | -     |        | -     |
| Misti                |                                                                      |            |         |       |        |       |
| 200 m                | Federica Biscia                                                      | 2'18"63    |         | -     |        | -     |
| 400 m                | Federica Biscia                                                      | 4'47"93    |         | -     |        | -     |
| Staffette            |                                                                      |            |         |       |        |       |
| 4x100 m stile libero | DDS Sara Goffi Roberta Panara Cecilia Vianini Lara Consolandi        | 3'49"43    | -       | -     | -      | -     |
| 4x200 m stile libero | DDS Cecilia Vianini Roberta Panara Veronica Massari Sara Goffi       | 8'20"36    | -       | -     | -      | -     |
| 4x100 m mista        | DDS Veronica Massari Roberta Panara Silvia Pedemonte Cecilia Vianini | 3'45"55    | -       | -     | -      | -     |